# Etagottine
Etagottine (= people in the air), jedna od skupina Nahane Indijanaca iz Rocky Mountainsa, u dolinama rijeka Gravel i Dahachuni (Swanton). Frederick Webb Hodge ih navodi kao jednu od dviju skupina Inijanaca Kaska, koju ćine s Titshotinama. kao njihov totem navodi se ris.
Etagottine su kroz povijest nazivani brojim drugim nazivima i varijantama ovog ime: Daha-dinneh (Dunn, 1844), Dahadinnès (Richardson, 19851), Dahodinni (Latham ,1856), Daho-tena (Bancroft, 1882), Dawhoot-dinneh (Franklin, 1824), Ehta-Gottinè (Petitot), Eta-gottiné (Petitot), Éta-Gottinè, Éta-Ottinè (Petitot), Gens de la montagne, Sicanees (1877; tako su ponekad nazivani od trgovaca), Yéta-ottiné (Petitot), Gens en l'air, Gens d' En-haut